# Graneros (ort)
Graneros är en ort i Chile.   Den ligger i provinsen Provincia de Cachapoal och regionen Región de O'Higgins, i den södra delen av landet, 70 km söder om huvudstaden Santiago de Chile. Graneros ligger 483 meter över havet och antalet invånare är 23 301.
Terrängen runt Graneros är varierad. Runt Graneros är det glesbefolkat, med 11 invånare per kvadratkilometer.. Närmaste större samhälle är Rancagua, 11,5 km söder om Graneros. 
Trakten runt Graneros består till största delen av jordbruksmark.